# Mycomya sigma
Mycomya sigma är en tvåvingeart som beskrevs av Oskar Augustus Johannsen 1910. Mycomya sigma ingår i släktet Mycomya och familjen svampmyggor. Arten är reproducerande i Sverige. Inga underarter finns listade i Catalogue of Life.